# Tony Pérez
Atanasio Pérez Rigal (ur. 14 maja 1942) – kubański baseballista, który występował na pozycji pierwszobazowego i trzeciobazowego, siedmiokrotny uczestnik Meczu Gwiazd, dwukrotny zwycięzca w World Series jako zawodnik, członek Baseball Hall of Fame.

## Minor League Baseball
Pierwszy zawodowy kontrakt podpisał w 1960 roku z zespołem Havana Sugar Kings (poziom Triple-A). Wkrótce opuścił Kubę i 12 marca 1960 jego kontrakt został wykupiony przez Cincinnati Reds. Występy w organizacji rozpoczął w Geneva Redlegs (Class D). W sezonie 1961 uzyskał średnią 0,348, zdobył 27 home runów i zaliczył 132 RBI w 121 meczach. W 1962 grał w Rocky Mount Leafs gdzie uderzał średnio 0,292, jednak stracił końcówkę sezonu z powodu złamania nogi.
Sezon 1963 rozpoczął od występów w Macon Peaches (Double-A), gdzie w 69 meczach zanotował średnią 0,309. W tym samym roku grał jeszcze w San Diego Padres (Triple-A). W 1964 w 124 meczach Padres uderzał średnio 0,304, zdobył 34 home runy, zaliczył 107 RBI i został wybrany najbardziej wartościowym zawodnikiem Pacific Coast League.

## Major League Baseball

### Cincinnati Reds
W Major League Baseball zadebiutował 26 lipca 1964 w meczu przeciwko Pittsburgh Pirates, w którym zaliczył bazę za darmo. W 12 meczach (w sześciu zagrał jako pinch hitter) zaliczył tylko dwa odbicia na 25 podejść. Przez pierwsze dwa sezony Pérez grał na pierwszej bazie. W 1967 został przesunięty na trzecią i w lipcu tego roku został powołany przez menadżera Waltera Alstona do NL All-Star Team. Pérez wszedł do gry w dziesiątej zmianie, a w piętnastej zdobył zwycięskiego home runa po narzucie Catfisha Huntera i został wybrany najlepszym zawodnikiem meczu.
Po zakończeniu sezonu 1969 funkcję menadżera zespołu objął Sparky Anderson, który w latach siedemdziesiątych XX wieku poprowadził Reds dwóch tytułów World Series z rzędu. W 1975 Reds pokonali Boston Red Sox 4–3, a 1976 New York Yankees 4–0; Pérez wystąpił we wszystkich jedenastu spotkaniach. W meczu numer 7 z 1975 roku na Fenway Park, w pierwszej połowie szóstej zmiany przy stanie 0–3 dla Red Sox zdobył dwupunktowego home runa. Drużyna Cincinnati Reds z tamtego okresu nosiła przydomek „Big Red Machine”. Jako zawodnik Cincinnati Reds Pérez wystąpił w All-Star Game siedem razy.

### Późniejszy okres
W grudniu 1976 w ramach wymiany zawodników przeszedł do Montreal Expos. Podczas trzech sezonów występów uzyskał średnią 0,281, zdobył 46 home runów i zaliczył 242 RBI. Po zakończeniu sezonu 1979 jako wolny agent podpisał kontrakt z Boston Red Sox, a 1980 otrzymał nagrodę Lou Gehrig Memorial Award. Sezon 1980 był ostatnim, w którym rozegrał więcej niż 100 meczów. W Red Sox występował przez dwa kolejne sezony głównie jako designated hitter.
W styczniu 1983 został zawodnikiem Philadelphia Phillies, zaś w kwietniu 1985 powrócił do Cincinnati Reds. 13 maja 1985 w meczu przeciwko Phillies pobił rekord należący do Honusa Wagnera, zostając najstarszym zawodnikiem w historii MLB, który zdobył grand slama. Karierę zawodniczą zakończył w 1986 roku.

### Kariera szkoleniowa
W latach 1987–1992 był członkiem sztabu szkoleniowego Cincinnati Reds, zdobywając w 1990 tytuł World Series. W 1993 został menadżerem tego zespołu, jednak po 44 meczach, osiągając bilans 20–24 został zwolniony z tej funkcji. Pod koniec maja 2001 został menadżerem Florida Marlins, a w 2002 został asystentem menadżera generalnego Marlins.

## Uhonorowanie
W 1998 został włączony do Cincinnati Reds Hall of Fame. W 2000 numer 24, z którym występował został zastrzeżony przez Cininnati Reds, a także został uhonorowany członkostwem w Baseball Hall of Fame. Ponadto od 2001 jest członkiem Hispanic Heritage Baseball Museum.

## Nagrody i wyróżnienia
| Nagroda/wyróżnienie         | Lata                                     | Źródło      |
| 7× All-Star                 | 1967, 1968, 1969, 1970, 1974, 1975, 1976 | [ 2 ]       |
| All-Star Game MVP           | 1967                                     | [ 1 ]       |
| 3× zwycięzca w World Series | 1975, 1976, 1990                         | [ 4 ] [ 5 ] |
| Lou Gehrig Memorial Award   | 1980                                     | [ 1 ]       |
| Baseball Hall of Fame       | od 2000                                  | [ 9 ]       |
| # 24 zastrzeżony przez Reds | 2000                                     | [ 8 ]       |